# Conferências do Estoril
As Conferências do Estoril são uma plataforma para promover um diálogo aberto e impactante sobre os desafios globais para co-criar coligações eficazes para soluções inovadoras para um futuro sustentável e inclusivo para todos. A principal missão das Conferências do Estoril é trazer a geração de propósito e inspirar todos os que desejam criar um impacto significativo e impulsionar o mundo para a frente, criando uma comunidade ativa e mundial de cidadãos globais dispostos a assumir a liderança para a ação. 
Desde 2009, este evento internacional decorreu de dois em dois anos em Portugal, Cascais, e já atraiu até ao momento mais de 9000 participantes de mais de 70 países. As Conferências do Estoril sempre foram pautadas pela vontade de ser um projeto educativo e uma ferramenta pedagógica para criar impacto na sociedade. A 7ª edição das Conferências do Estoril, terá lugar em 2022 e será implementada com o apoio da Nova School of Business and Economics, do Município de Cascais, do Turismo de Portugal e da Comissão Europeia. 
Após a colaboração com as Conferências do Estoril 2019, a Nova School of Business & Economics (Nova SBE) assumiu a implementação desta importante conferência apostandona juventude mantendo o apoio da Câmara Municipal de Cascais, que até agora assumiu a organização do evento. “Uma nova casa, com o mesmo compromisso com a liberdade, o pluralismo e o humanismo”, disse Carlos Carreiras, Presidente da Câmara Municipal de Cascais. 
As Conferências do Estoril trouxeram ao longo dos últimos 10 anos a Portugal alguns dos mais relevantes líderes mundiais e nacionais para debater questões globais, mais de 300 oradores de renome da esfera pública e privada, incluindo vários Prémios Nobel, Chefes de Estado, políticos, empresários, académicos e jornalistas, e líderes de alto nível têm viajado a Portugal, para um diálogo aberto e impactante sobre os desafios globais, partilhando as suas visões e perspetivas sobre temas disruptivos e provocativos em discussão com milhares de espectadores e participantes de todo o mundo. 

## Historia
Acreditando no papel extraordinário das pessoas para mudar o curso da história, as Conferências do Estoril foram um instrumento de ação para permitir que as pessoas mudem o mundo. 
As edições anteriores das Conferências do Estoril giravam em torno de um tema geral principal sendo “Desafios Globais, Respostas Locais”. 
Para cada edição, de 2009 a 2019, o tema principal foi ganhando corpo por meio de tópicos e elementos de discussão precisos como: globalização, migração, segurança humana, direitos humanos, crise econômica e financeira, democracia, justiça global e muito mais! 
Principais números das edições anteriores 
- 9040 participantes
- 105 nacionalidades
- 315 alto-falantes
- 158 Debates
- 3050 News
- 920 jornalistas

Desafios Globais, Respostas Locais
A primeira edição das Conferências do Estoril teve lugar nos dias 7, 8 e 9 maio de 2009, fruto de um sonho de alguns responsáveis da Câmara Municipal de Cascais, nomeadamente de Miguel Pinto Luz. Com lugar no Centro de Congressos do Estoril, local onde se viriam a realizar todas as posteriores edições, esta 1ª edição das Conferências do Estoril contou com cerca de 30 oradores, entre os quais se incluíam Belmiro de Azevedo, José María Aznar, Joseph Stiglitz, Mary Robinson, Radha Kumar, Tariq Ramadan ou Tony Blair. Os três dias de conferências foram divididos em quatro painéis cujos temas foram a "Arquitectura Multilateral e Desafios Globais", "Negócio Ineternacional e Desafios Locais", "Recursos e Sustentabilidade" e "Valores, Identidades e Mercados: a Globalização é Governável?". 
De Cascais para o Mundo
A segunda edição das Conferências do Estoril foi em 2011, nos dias 4, 5 e 6 de maio. Entre 2009 e 2011, ou seja, entre a 1ª edição e a 2ª edição das Conferências do Estoril, a crise financeira da Zona Euro agravara-se, obrigando ao socorro financeiro de vários países Europeus. Este foi um dos temas principais desta segunda edição, que visava colocar Cascais e Portugal como o ponto de encontro de discussão para alguns dos temas mundiais mais prementes. Para além da crise financeira, individualidades como Dominique de Villepin, Francis Fukuyama, S.A.R. Princesa Laurentien, Mia Couto, Mohamed ElBaradei ou Nouriel Roubini discutiram também as transformações políticas a ocorrerem no Médio Oriente, a chamada Primavera Árabe, e ainda a construção da União Europeia depois da crise. 
A Importância da Juventude
A contínua aposta na qualidade de oradores, no pensamento produzido e a cada vez maior visibilidade internacional levam as Conferências do Estoril a crescer e a criar, em parceria com o Banco Mundial, a Cimeira da Juventude, no dia 19 de maio de 2013. A 3ª edição das Conferências do Estoril teve lugar nos dias 20, 21 e 22 de maio do mesmo ano. Os temas, sempre em torno da globalização, focaram-se na educação e no futuro do trabalho para a geração millennials; na economia, empresas e sociedade, tendo em conta o problema da desigualdade e procurando discutir novas formas de crescimento económico; e democracia, segurança e diálogo global, abordando a China enquanto potência mundial, a tecnologia e o futuro da democracia e ainda a religião e o diálogo entre civilizações. Ana Palacio, Anthony Giddens,  Christopher Pissarides, Frederik De Klerk, Hans Rosling, Herman Van Rompuy, Kolinda Grabar-Kitarovic, Lech Walesa, Shirin Ebadi ou Viktor Orbán, foram alguns dos oradores da edição de 2013 das Conferências do Estoril.  
Um Diálogo Global
O já provado sucesso e legado das Conferências do Estoril dá lugar ao Estoril Institute for Global Knowledge, apresentado pela primeira vez durante a 4ª edição das Conferências do Estoril. Na sua génese, conta com os parceiros académicos das Conferências do Estoril e outras figuras de renome. A sua missão é a de ir "do conhecimento ao impacto". As Conferências do Estoril deixam assim de estar confinadas a um espaço temporal definido e passam a representar um trabalho ininterrupto produzido pelo novo instituto. Nesta edição, marcaram presença, entre outros, Durão Barroso, Elisabeth Wahl, Garry Kasparov, Georgios Papandreou, José-Ramos Horta, Robert Skidelsky e Vandana Shiva. 
Mudar o Mundo
A 5ª edição das Conferências do Estoril teve lugar nos dias 29, 30 e 31 de maio de 2017. Esta foi a primeira edição produzida pelo Estoril Institute for Global Knowledge e, pela primeira vez, o tema foi específico, focando-se no problema das migrações. A crise migratória na Europa e a crise dos refugiados levou até ao limite o esforço de união europeu e voltou a trazer ao debate público questões como o populismo, o nacionalismo ou a xenofobia. Para além disso, esta crise dos refugiados era, em grande parte, alimentada pelas várias guerras no Médio Oriente, principalmente a luta contra o auto-proclamado Estado Islâmico e a guerra civil Síria, envolvendo questões de geopolítica relevantes em torno de países como os E.U.A., a Rússia, a China e a Europa. 
Os temas foram divididos em dois: A migração enquanto fenómeno natural da humanidade e a migração em contexto de crise. Desta forma, os vários aspectos ligados ao tema (históricos, políticos, judicias, económicos, sociais, etc.) puderam ser devidamente discutidos e integrados em torno de um contexto específico. O primeiro dia da 5ª edição das Conferencias do Estoril foi dedicado à Cimeira da Juventude com temas virados para o futuro dos jovens, como as migrações forçadas pelas alterações climáticas ou a tecnologia utilizada a favor de uma causa social. 
Anja Ringgren Lovén, Antonio Di Pietro, Baltasar Garzón, Bernard Kouchner, Edward Snowden, Fareeda Khalaf, Jody Williams, Joséphine Goube, Madeleine Albright, Nigel Farage, Rajendra Pachauri ou Sergio Moro foram alguns dos oradores.  
Capacitando a Humanidade: Da Justiça Local à Justiça Global
Para celebrar o décimo aniversário das Conferências do Estoril, a edição 2019 anseia por sintetizar e transpor os desafios dominantes colocados pela globalização na última década, revisitando a forma como os abordámos ao longo dos anos. Assim, as Conferências do Estoril promoveram o diálogo entre teoria e práxis, ética e política, passado e futuro, idosos e jovens.   
O século XX foi repleto de eventos trágicos, mas também deu à humanidade a oportunidade de reconstruir sua dignidade das cinzas. Em um mundo onde a informação circula na velocidade da luz, os problemas locais se tornaram globais. E com um fluxo contínuo de idéias conectando pessoas em todo o mundo, agora é inconcebível para uma nação projetar seu futuro isoladamente. Mais do que enfocar o relacionamento entre os Estados, uma abordagem global da justiça deve focar amplamente nos indivíduos - não apenas em seus direitos inalienáveis, mas também em seus deveres vinculantes entre si. Nosso objetivo será desvendar o que está no cerne das interações humanas de qualquer tipo, incluindo obrigações em nível de estado, dentro dos países e além das fronteiras.   

## Conferências do Estoril 2022

#### Missão
Trazer a geração de propósito e inspirar todos os que desejam criar um impacto significativo e impulsionar o mundo para a frente, criando uma comunidade ativa e mundial de cidadãos globais dispostos a assumir a liderança para a ação. 
"Já estamos lá? Sejamos o espaço onde fazemos as perguntas, abrimos o debate e lideramos o caminho a seguir. ”(Parte do manifesto) 

#### Como
Capacitar as gerações mais jovens a se engajarem em discussões de alto nível e estabelecer as conexões entre todos os envolvidos para um diálogo intergeracional para encontrar, em conjunto, possíveis soluções e planos de ação para uma implementação posterior. Através da construção de ligações, do envolvimento com parceiros, alunos e stakeholders, as Conferências do Estoril pretendem moldar o futuro da próxima geração, capacitando a Geração Z para assumir a liderança e tornar o mundo um lugar melhor. Graças aos vários eventos que vão ser lançados ao longo dos meses, as Conferências do Estoril pretendem procurar soluções, encontrar respostas e dar ao mundo soluções concretas para melhorar a vida de todos.  

#### A quem
Dirigido a uma infinidade de diversas partes interessadas, líderes influentes e de alto nível, nos níveis político, empresarial, acadêmico e da sociedade civil. As Conferências do Estoril pretendem inspirar e trazer a geração de propósito e todos aqueles que querem mudar o mundo, montando o palco para que cada um se sinta incluído e ouvido. 
Quais são os objetivos? 
Inspire uma nova comunidade: graças a uma experiência muito interativa, as Conferências do Estoril estão prontas para remodelar o futuro das pessoas e alertar para a necessidade de uma mudança imediata de rumo.    

## Parceiros Académicos
As Conferências do Estoril têm tido, desde o primeiro momento, o reconhecimento e o apoio de um grande número de universidades e instituições académicas, de todo o mundo. Estas desempenham um papel vital no fortalecimento da mensagem das Conferências do Estoril a nível internacional, bem como na valorização, promoção e dinamização das redes académicas, nacionais e internacionais.
Os membros dos Conselhos Consultivo, Académico e de Estudantes apoiarão as Conferências do Estoril na visão estratégica, agregando diferentes perspectivas, competências e conhecimentos, rumo a um futuro sustentável, inclusivo e liberal para todos. 
Parceiros académicos:
- Nova School of Business and Economics, Portugal

Conselho Consultivo:
- Antonio Simoes
- Luis Amado
- Maria Angela Holguin
- Paulo Portas
- Solveigh Hieronimus

Conselho Acadêmico: 
- Catherine da Silveira
- Catia Batista
- Claire Bright
- Dirk Van Dierendonck
- Milton De Sousa
- Nuno Severiano Teixeira
- Ricardo Ernst

Conselho de Estudantes: 
- Grupo de Estudantes Novafrica
- União de Estudantes da Nova SBE
- Consultoria de marketing NOMA
- Nova SBE Consultoria Social
- Nova Junior Consulting
- Clube de Conscientização da Nova SBE
- Oikos Lisboa
- WIB Women In Business
- Conselho de Estudantes CEMS
- CEMS Club Lisboa

## Prémios

### Estoril Global Issues Distinguished Book Prize
A cada dois anos, as Conferências do Estoril distinguem a obra escrita que contribui com novas análises e reflexões originais sobre os problemas inerentes à globalização, ajudando o mundo a compreender melhor os seus riscos e problemas mais relevantes da ação coletiva.   
O Prémio Estoril Global Issues Distinguished Book Prize teve a sua primeira edição em 2009 e tem seguido, desde então, todas as edições das Conferências do Estoril. Consiste num prémio monetário de dez mil euros (10.000 €) atribuído ao autor nas Conferências do Estoril. 

#### Edição 2019
"Política do futuro: vivendo juntos em um mundo transformado pela tecnologia", por Jamie Susskind. 

#### Edição 2017
‘The Euro and its Threat to the Future of Europe', da autoria do Prémio Nobel da Economia, Joseph Stiglitz.

#### Edição 2015
'Political Order and Political Decay: From the Industrial Revolution to the Globalization of Democracy'. da autoria do cientista político e autor Francis Fukuyama.

#### Edição 2013
'Civilization: The West and the Rest' da autoria do historiador e professor Niall Ferguson.

#### Edição 2011
'The Idea of Human Rights' da autoria do teórico político Charles Beitz.

#### Edição 2009
'The Bottom Billion' e 'Creating a World Without Poverty', ex-aequo para o professor Sir Paul Collier e o Prémio Nobel da Paz, Muhammad Yunus.

### Estoril Local Answers Award
O Estoril Local Answers Award - ELAA - distingue projetos, iniciativas, práticas ou soluções que ajudem a consciencializar e a responder a desafios globais ao nível local. A sua primeira edição teve lugar em 2013, na terceira edição das Conferências do Estoril. O Estoril Local Answers Award é um prémio monetário, no valor de dez mil euros, de forma a apoiar o vencedor na sua atividade principal.

#### Edição 2017
Instituição Re-food 4 Good, com o projeto: The Re-food Movement/Cascais Center
A Re-food é uma Associação de Solidariedade Social, sem fins lucrativos cujo objetivo é contribuir para a resolução do problema da insuficiência alimentar das famílias.

#### Edição 2015
Aporvela, com o projeto: Mar de Oportunidades.
O projeto, uma parceria entre a Aporvela e a Casa Pia de Lisboa, resultou numa oportunidade de desenvolvimento dos jovens, nomeadamente aqueles em sérios riscos de exclusão social. Através deste projeto, pretendia-se que os jovens encontrassem novos significados para a vida e escolhessem uma carreira ligada ao mar.

#### Edição 2013
Movimento de Defesa da Vida, MDV
Instituição de Solidariedade Social, a MDV criou um projeto que apoia crianças em risco através de intervenção em famílias em crise, visando evitar a institucionalização dos menores cuja recuperação possa ser feita pelas mesmas. O objetivo é a preservação da família, a mudança da forma como se lidam com os problemas associados a crises, a redução dos laços de dependência aos serviços sociais e o desenvolvimento de competências na população mais vulnerável.

### Prémios Extintos

#### Prémio Escultura
Em 2011, as Conferências do Estoril procuraram reforçar a dimensão cultural e artística do seu programa. Para o efeito, foi enfiado um convite a um conjunto restrito de escultores, para que estes desenhassem e propusessem uma escultura a associar ao Estoril Global Issues Distinguished Book Prize, ganho por Charles Beitz.
A escultura vencedora foi proposta por Pedro Léger Pereira, intitulada "38ºN9ºW", feita em alumínio, com 20cm de diâmetro. Na nota descritiva é possível ler-se:
“Globalização (…) acto de conjugar ou reunir num todo elementos dispersos, de modo a que as partes envolvidas, ainda que por vezes numa relação complexa, delicada, ou mesmo até por vezes oscilante e um pouco desequilibrada, se afectam e dependem umas das outras, tornando-se no final, e encontrada uma posição de equilíbrio em algo Simbiótico e Uno. (...) Integração, Interdependência e Partilha…palavras chave do tema do desafio proposto (...)  resumem  sucintamente  a proposta Escultórica apresentada (…)”.
A peça parte de Portugal enquanto "um dos berços da chamada Globalização. A escultura proposta, representando o Globo a partir de uma secção circular pelo mesmo (onde se inscrevem as linhas de coordenadas, Latitude e Longitude de Portugal, local de encontro, de partida e de chegada), está dividida em duas partes, segundo exactamente uma destas orientações. Constitui-se como objecto escultórico pela composição espacial de conjugação/relação entre as partes”.
Assim, “ os dois elementos de que é composta a peça escultórica, dependendo mutuamente uma da outra, acabam por se complementar e equilibrar, tornando-se num objecto único, numa representação estilizada de um globo. O local de união das partes indica a localização geográfica do nosso país" razão pela qual a peça escultórica se intitula "38ºN 9º W”.
Pedro Léger Pereira sintetiza a própria questão da Globalização aludindo a uma frase de Alexander Calder onde se refere que as formas de arte tradicionais são “(…) demasiado estáticas para reflectir o nosso mundo em movimento (…)”.
As características peculiares do seu projeto, manifestamente ligadas aos desafios globais e à mutabilidade do mundo - expressa através do movimento da peça - proporcionam várias interpretações e visões da globalização; a procura de respostas locais está também patente no próprio material, capaz de espelhar cada um de nós, ilustrando a possibilidade de, também nós, podermos funcionar enquanto resposta local a um desafio global.

#### Bolsas de Investigação
As Bolsas de Investigação Conferências do Estoril eram atribuídas às melhores propostas de projetos de investigação, apresentadas em português por jovens até aos 30 anos. A atribuição desta bolsa oferecia ao jovem investigador a possibilidade de colaborar com as Conferências do Estoril. A atribuição de Bolsas de Investigação ocorreram nas primeiras duas edições das Conferências do Estoril, em 2009 e 2011. 

##### Bolsa de Investigação 2009
A primeira Bolsa de Investigação foi atribuída ao investigador Fernando Sousa, para o projeto "Segurança alimentar e comércio mundial: o caso da monocultura de caju na Guiné-Bissau". O projeto foi escolhido pela sua relevância, originalidade, consistência científica e adequada inserção no espírito das Conferências do Estoril. 
A temática da investigação procurava contribuir para uma melhor compreensão das complexas relações entre segurança alimentar e comércio mundial - um assunto relevante e atual no contexto internacional de então, na sequência da crise alimentar de 2008 e do bloqueio da Ronda de Doha em redor do impasse sobre a agricultura. 
A originalidade do projeto residia na forma interessante e inovadora como articulava as dimensões global e local, a partir da experiência de uma pequena comunidade rural da Guiné-Bissau e da análise das implicações da monocultura do caju. 

##### Bolsa de Investigação 2011
João Veiga Esteves recebeu a segunda Bolsa de Investigação das Conferências do Estoril, em 2011, para o projeto "Integração Regional, Segurança Energética e Prevenção de Conflitos - o Papel de Moçambique no Sudeste Africano."
O projeto envolvia a análise das complexas relações entre segurança energética, prevenção de conflitos e integração regional no contexto africano, onde a competição entre Estados, protagonizada pelas grandes empresas estatais e pelo acesso a recursos energéticos se intensificava e a insegurança energética emergia como um fator essencial de agravamento das tensões internacionais. 
Neste contexto, João Veiga Esteves procurava contribuir para uma melhor compreensão do papel do nível regional e das organizações regionais, referenciando a SADC na prevenção de conflitos, através do reforço da segurança energética assente no desenvolvimento da cooperação e das redes de abastecimento regionais, na partilha de boas práticas e exploração de economias de escala e na diversificação das fontes de abastecimento, contrariando a tendência dominante do nacionalismo energético. 
A originalidade do projeto residia na forma interessante e inovadora como articulava as dimensões global, regional e local, na análise do processo complexo de integração energética regional, assim como no propósito de pensar soluções concretas para ultrapassar os obstáculos e potenciar as oportunidades, salientando o papel estratégico potencial de Moçambique.

## Oradores

### Conferências do Estoril 2013
- Frederik de Klerk[2]
- Herman Van Rompuy[3]
- Lech Walesa[4]
- Shirin Ebadi[5]
- Viktor Orbán
- Anthony Giddens[6]
- Christopher Pissarides[7]
- Mohamed Salih[8]
- Ruud Lubbers[9]
- Hans Rosling
- Sanjit "Bunker" Roy
- Jorge Sampaio
- Vandana Shiva
- Mariana van Zeller
- António Horta-Osório
- Kolinda Grabar-Kitarovic
- Rachel Goldstein
- João Vale de Almeida
- Helena Rego
- Ricardo Ernst
- TaoTao Chen
- Stanley Anyetei
- Harry Starren
- Elga Bartsch
- Rick Grobbee
- Mario Monzoni
- Toby Heaps
- Jean Helwege
- João Carlos Espada
- António Rendas
- Stanlake Samkange
- Steef van de Velde
- Patrick Jenkins
- Pia Cayetano
- John Bruton
- Mohammad I. Shtayyeh
- Cyril Muller
- Chris Arnold
- François-Xavier de Donnea
- Catarina Furtado
- Anke Van Diessen
- Lotte Darsø
- Eusebio Mujal-León
- Gabriel Jacobs
- Ana Palacio
- Esperanza Aguirre

### Conferências do Estoril 2011
- Nouriel Roubini[10]
- Mohamed ElBaradei
- Dominique de Villepin
- Francis Fukuyama
- Larry King
- Mia Couto
- S.A.R Princesa Laurentien[11]
- Howard Dean
- Fernando Jorge Cardoso
- Jordi Pujol
- Jean-Marie Guéhenno
- Daniel Drezner
- Carlos Lopes
- Geoges Landau
- Fátima Carioca
- Victor Gao
- Matlotleng Matlou
- David Held
- Abdullah Dahlan
- Luis Urrutia Corral
- Charles Kupchan
- Sergey Karaganov
- Viriato Soromenho-Marques
- Gylfi Zoega
- Pauline Van Der Meer Mohr
- Luiz Alberto Machado
- Jing Huang
- Joaquim Aguiar
- Roberto Macedo
- Rodrigo Moita de Deus
- Salem Samhoud
- Joana Correia da Silva
- Steffen Giessner
- Dirk Van Dierendonck
- Enrique Torres
- Alex Bennet
- George Yip
- Simon Braaskma
- Antóno Figueiredo Lopes
- Luís Mira Amaral

### Conferências do Estoril 2009
- Tony Blair
- José María Aznar
- Fernando Henrique Cardoso
- Joseph Stiglitz
- Daryl Hannah
- Mary Robinson
- Robert Hunter
- Yegor Gaidar
- Danny Leipziger
- Alfredo Valladão
- Vítor Martins
- Jens Bigum
- Álvaro de Vasconcelos
- Leopoldo Guimarães
- João de Deus Pinheiro
- David Held
- Radha Kumar
- Chris Skrebowski
- Isabel Aguilera
- Nicolau Santos
- Manuel Aranda da Silva
- Maria João Rodrigues

## Ligações Externas
- Conferências do Estoril
- Estadão de S.Paulo: FGV discute globalização em seminários que antecedem Conferências do Estoril
- Câmara Municipal de Cascais
- Estoril Conferences official website